# Panasonic CF-2700
Panasonic CF-2700 (CF-2700) је био кућни рачунар фирме Панасоник (Panasonic) који је почео да се производи у Јапану од 1984. године.
Користио је Zilog Z80A као микропроцесор. RAM меморија рачунара је имала капацитет од 64 KB. 
Као оперативни систем кориштен је MSX DOS.

## Детаљни подаци
Детаљнији подаци о рачунару CF-2700 су дати у табели испод.
|                       |                                                                                             |
| [ 1 ]                 |                                                                                             |
| Произвођач            | Панасоник                                                                                   |
| Тип                   | кућни рачунар                                                                               |
| Меморија              | 64 KB                                                                                       |
| Поријекло             | Јапан                                                                                       |
| Година                | 1984                                                                                        |
| Тастатура             | тастатура са пуним помаком тастера са 5 функцијских тастера и 4 тастера смјера. 73 тастера. |
| Процесор              |                                                                                             |
| Фреквенција процесора | 3,58                                                                                        |
| RAM                   | 64 KB                                                                                       |
| ROM                   | 32 BASIC/BIOS (MSX BASIC V1.0)                                                              |
| Текст                 | мод 0: 40 x 24                                                                              |
| Графика               | мод 2: 256 x 192 са 16 боја (висока резолуција)                                             |
| Боја                  | 16                                                                                          |
| Звук                  | General Instruments AY-3-8910 програмибилни генератор звука                                 |
| Димензије             | 436 x 245 x 90 / приближно 3,6                                                              |
| Портови               |                                                                                             |
| Оперативни систем     |                                                                                             |